# Lakeside Park (canción)
«Lakeside Park» (en español: «Parque junto al lago») es una canción de la banda canadiense de rock progresivo Rush y fue escrita por el vocalista y bajista Geddy Lee, el guitarrista Alex Lifeson y el baterista Neil Peart.  Se encuentra originalmente como la tercera melodía en el tercer álbum de estudio de la banda llamado Caress of Steel, el cual fue publicado en 1975 por Mercury Records.  Se lanzó como el segundo y último sencillo del álbum en el mismo año por la misma discográfica.
Al igual que su antecesor, este sencillo no logró entrar en las listas de popularidad tanto Canadá como en los Estados Unidos.

## Significado de la canción
La canción se basa de las memorias de Peart en sus días de juventud a las orillas del Lago Ontario, exactamente en la comunidad de Port Dalhousie, St. Catharines, en Canadá y este tema trata de captar esos sentimientos.  En «Lakeside Park» se menciona el 24 de mayo, que es conocido como el Victoria Day, día conmemorativo en el que se celebra el natalicio de la reina Victoria del Reino Unido y significa el inicio oficial del verano en ese país.
Geddy Lee mencionó en una entrevista a Raw Magazine que esta melodía lo hace temblar cuando la escucha en el radio.

## Lista de canciones

### Lado A
| Side one |                 |                                       |          |  |
| N.º      | Título          | Escritor(es)                          | Duración |  |
| 1.       | «Lakeside Park» | Geddy Lee / Alex Lifeson / Neil Peart | 3:16     |  |

### Lado B
| Side one |                |                       |          |  |
| N.º      | Título         | Escritor(es)          | Duración |  |
| 2.       | «Bastille Day» | Lee / Lifeson / Peart | 4:36     |  |

## Créditos
- Geddy Lee — voz principal, bajo y guitarra acústica
- Alex Lifeson — guitarra acústica y guitarra eléctrica
- Neil Peart — batería, percusiones y timbales